# Katia Escalera
Katia Giselle Escalera es una cantante boliviana de ópera soprano. Nacida en Cochabamba, Escalera ha sido miembro Adler de la Ópera de San Francisco, ganadora del premio Aspen Summer Music Festival's Concerto Competition y obtuvo la primera posición en el Concurso Vocal Lotte Lenya. Es conocida por su presencia escénica vivaz y natural y por su voz clara y versátil.

## Grabaciones
Entre sus grabaciones se cuentan las colaboraciones con la Florilegium Early Music Ensemble en los volúmenes 1 y 2 de Bolivian Baroque, un proyecto que ha aumentado la conciencia de la música barroca que floreció con las misiones jesuíticas de Bolivia. También es soprano lírica en Solombra, de Janis Mattox.

## Logros
Escalera de 2004 fue nombrada «Profesional boliviana destacada y excelente» por la Fundación de Desarrollo Humano de Bolivia. Tiene una Licenciatura y Maestría en Ejecución Vocal y Literatura en la Eastman School of Music.